# DDR-Liga
De DDR-Liga was tot de Duitse eenwording in 1990 het tweede voetbalniveau in de DDR onder de DDR-Oberliga.

## Geschiedenis
De competitie werd in 1950 gestart en begon als twee parallelle divisies (staffel) bestaande uit tien ploegen. De beide kampioenen promoveerden naar de Oberliga. Het aantal deelnemers werd uitgebreid en in 1954 werd een derde staffel toegevoegd. Alhoewel niet helemaal geografisch ingedeeld, waren de staffels in te delen als noord, zuid en centraal.
In 1955 werd de DDR-Liga helemaal anders ingericht en ging I. DDR-Liga heten. De competitie ging per kalenderjaar lopen waardoor er een verkorte herfst competitie was in 1955 bestaande uit één staffel. Hierna bleef het één staffel waarbij de twee bovenste ploegen promoveerden.
In 1961 werd er weer een herfst-voorjaar competitie ingesteld waardoor het seizoen 1961/62 anderhalve competitie duurde. In 1962 kwamen er ook weer twee staffels eb werd de naam weer DDR-Liga.
De competitie werd weer anders opgezet in 1971. Er kwamen vijf stalles (naar alle voormalige staten één) en de winnaars speelden in een play-off om twee promotie plaatsen. Sinds 1976 werden reserveteams geweerd uit de I. Liga, deze mochten al niet promoveren naar de Oberliga.
In 1984 kwamen er weer twee staffels en ook de reserveteams mochten weer deelnemen (maar niet promoveren). Na de Duitse eenwording ging men verder onder de Nordostdeutscher Fussballverband-Liga. In het laatste seizoen, 1990/91, stond de competitie onder leiding van de DFB. Op de onderste twee per staffel na, kwamen alle teams daarna uit in de NOFV-Oberliga waarbij de Oberliga NOFV-Nord als opvolger gezien kan worden van het oude staffel A en de Oberliga NOFV-Süd als opvolger van staffel B.

## Onder de DDR-Liga
Onder de DDR-Liga kwamen sinds 1952 in totaal 15 bezirkligas, behalve tussen 1955 en 1963 toen er een centraal derde niveau was de II. DDR-Liga die uit vijf regionale afdelingen bestond.
De bezirkliga's waren:
- Bezirksliga Schwerin
- Bezirksliga Rostock
- Bezirksliga Neubrandenburg
- Bezirksliga Magdeburg
- Bezirksliga Potsdam
- Bezirksliga Berlin
- Bezirksliga Halle
- Bezirksliga Frankfurt/Oder
- Bezirksliga Cottbus
- Bezirksliga Gera
- Bezirksliga Erfurt
- Bezirksliga Suhl
- Bezirksliga Dresden
- Bezirksliga Leipzig
- Bezirksliga Karl-Marz-Stadt

## Kampioenen DDR-Liga

### 1950-1955
| Seizoen | Staffel 1              | Staffel 2           |
| ------- | ---------------------- | ------------------- |
| 1950-51 | Anker Wismar           | Wismut Aue          |
| 1951-52 | Empor Lauter           | Motor Jena          |
| 1952-53 | Fortschritt Meerane    | Einheit Ost Leipzig |
| 1953-54 | Chemie Karl-Marx-Stadt | Vorwärts Berlin     |

### 1955-1971
| Seizoen | Staffel 1   | Staffel 2              | Staffel 3    |
| ------- | ----------- | ---------------------- | ------------ |
| 1954-55 | Lok Stendal | Fortschritt Weißenfels | Motor Dessau |

| Seizoen | DDR-Liga            |
| ------- | ------------------- |
| 1955    | Fortschritt Meerane |
| 1956    | Motor Jena          |
| 1957    | Dynamo Berlin       |
| 1958    | Chemie Zeitz        |
| 1959    | Chemie Halle        |
| 1960    | Turbine Erfurt      |
| 1961-62 | Dynamo Dresden      |

| Seizoen | Staffel Nord           | Staffel Süd        |
| ------- | ---------------------- | ------------------ |
| 1962-63 | Lok Stendal            | Motor Steinach     |
| 1963-64 | SC Neubrandenburg      | Dynamo Dresden     |
| 1964-65 | Chemie Halle           | Turbine Erfurt     |
| 1965-66 | 1. FC Union Berlin     | Wismut Gera        |
| 1966-67 | 1. FC Magdeburg        | Rot-Weiß Erfurt    |
| 1967-68 | Dynamo Berlin          | Stahl Riesa        |
| 1968-69 | Stahl Eisenhüttenstadt | Dynamo Dresden     |
| 1969-70 | 1. FC Union Berlin     | 1. FC Lok Leipzig  |
| 1970-71 | Vorwärts Stralsund     | FC Karl-Marx-Stadt |

### 1971-1984
| Seizoen | Staffel A                | Staffel B               | Staffel C               | Staffel D           | Staffel E             |
| ------- | ------------------------ | ----------------------- | ----------------------- | ------------------- | --------------------- |
| 1971-72 | TSG Wismar               | Dynamo Berlin II        | Chemie Leipzig          | Motor Werdau        | Rot-Weiß Erfurt       |
| 1972-73 | Vorwärts Stralsund       | Dynamo Berlin II *      | Vorwärts Leipzig        | Dynamo Dresden II * | Chemie Zeitz          |
| 1973-74 | Vorwärts Stralsund       | 1. FC Union Berlin      | Hallescher FC Chemie    | Chemie Böhlen       | Wismut Gera           |
| 1974-75 | Dynamo Schwerin          | 1. FC Union Berlin      | Chemie Leipzig          | Energie Cottbus     | Wismut Gera           |
| 1975-76 | Hansa Rostock            | 1. FC Union Berlin      | Hallescher FC Chemie II | Motor Werdau        | FC Carl Zeiss Jena II |
| 1976-77 | Vorwärts Stralsund       | Stahl Hennigsdorf       | Chemie Leipzig          | Chemie Böhlen       | Wismut Gera           |
| 1977-78 | Hansa Rostock            | Vorwärts Neubrandenburg | Chemie Leipzig          | Lok Dresden         | Stahl Riesa           |
| 1978-79 | TSG Bau Rostock          | Vorwärts Frankfurt      | Chemie Leipzig          | Energie Cottbus     | Motor Suhl            |
| 1979-80 | Hansa Rostock            | Dynamo Fürstenwalde     | Chemie Böhlen           | Energie Cottbus     | Wismut Gera           |
| 1980-81 | Schiffahrt/Hafen Rostock | 1. FC Union Berlin      | Chemie Schkopau         | Energie Cottbus     | Motor Suhl            |
| 1981-82 | Vorwärts Stralsund       | 1. FC Union Berlin      | Chemie Böhlen           | Stahl Riesa         | Motor Nordhausen      |
| 1982-83 | Schiffahrt/Hafen Rostock | Stahl Brandenburg       | Chemie Leipzig          | Stahl Riesa         | Wismut Gera           |
| 1983-84 | Vorwärts Neubrandenburg  | Stahl Brandenburg       | Vorwärts Dessau         | Sachsenring Zwickau | Motor Suhl            |

### 1984-1991
| Seizoen | Staffel A              | Staffel B                 |
| ------- | ---------------------- | ------------------------- |
| 1984-85 | 1. FC Union Berlin     | Sachsenring Zwickau       |
| 1985-86 | Dynamo Berlin II *     | Fortschritt Bischofswerda |
| 1986-87 | Hansa Rostock          | Hallescher FC Chemie      |
| 1987-88 | Energie Cottbus        | Sachsenring Zwickau       |
| 1988-89 | Stahl Eisenhüttenstadt | Fortschritt Bischofswerda |
| 1989-90 | FC Vorwärts Frankfurt  | Chemie Böhlen             |
| 1990-91 | 1. FC Union Berlin     | FSV Zwickau               |

Bron:DDR-Liga. Das deutsche Fussball-Archiv. Geraadpleegd op 4 maart 2008. 
- vet zijn de clubs die promoveerden
- In 1973 promoveerden de nummer twee Energie Cottbus (Staffel B) en Stahl Riesa (Staffel D) omdat reserveteams niet mochten promoveren
- In 1986 promoveerde Energie Cottbus als nummer twee.